# Valeriana altoandina
Valeriana altoandina är en kaprifolväxtart som beskrevs av A.L. Cabrera. Valeriana altoandina ingår i släktet vänderötter, och familjen kaprifolväxter. Inga underarter finns listade i Catalogue of Life.